# Polná na Šumavě
Polná na Šumavě – miejscowość i gmina (obec) w Czechach, w kraju południowoczeskim, w powiecie Český Krumlov. W 2022 roku liczyła 202 mieszkańców.
W miejscowości jest stacja kolejowa Polná na Šumavě.